# 因弗內斯 (加利福尼亞州)
因弗內斯（英語：Inverness）是位於美國加利福尼亞州馬林縣的一個人口普查指定地區。

## 地理
因弗內斯的座標為38°06′09″N 122°51′25″W / 38.10250°N 122.85694°W，而該地最高點為海拔高度13米（即43英尺）。

## 人口
根據2010年美國人口普查的數據，因弗內斯的面積為17.704平方千米，當中陸地面積為16.574平方千米，而水域面積為1.130平方千米。當地共有人口1304人，而人口密度為每平方千米73人。